# Akihiro Ishiwatari
Akihiro Ishiwatari (jap. 石渡 明廣, Ishiwatari Akihiro; * 27. August 1958 in Yokosuka) ist ein japanischer Jazz- und Rockmusiker (Gitarre, auch Schlagzeug).
Akihiro Ishiwatari arbeitete ab den 1980er-Jahren in der japanischen Jazz- und Rockszene; erste Aufnahmen entstanden 1985 bei einem Auftritt beim Tokyo New Jazz Festival in der Band Thorn (mit Tetsuji Yoshida, Hideo Tokioka, Masaki Shinoda, Shuichi Chino, Takeharu Hayakawa, Teiu Nakamura). In den folgenden Jahren spielte er u. a. mit Akira Sakata, Shoji Aketagawa, Yoriyuki Harada (Ehyang 1988, mit Andrew Cyrille) und im Takeshi Shibuya Orchestra, in den 1990er-Jahren noch mit Hiroshi Itaya & Guilty Physic, Shun Sakai, Eiichi Hayashi und Hiroaki Katayama. Im Bereich des Jazz listet ihn Tom Lord zwischen 1985 und 1998 bei 13 Aufnahmesessions. In späteren Jahren bildete er ein Jazztrio mit Yoichiro Kita (Trompete) und Yasuyuki Ttakahahi (Posaune); ferner spielte er im Duo mit dem Pianisten Takeshi Shibuya.
In den 1980er- und früheren 1990er-Jahren gehörte er außerdem den Prog-Rock- und Experimentalbands Pungo und Salt (mit Nobuo Fujii, Takeharu Hayakawa) an. Er war musikalischer Leiter der Butoh-Formation Dairakudakan und leitete ferner die Bands Mull House und Quiet Storm.